# Neeme Ruus

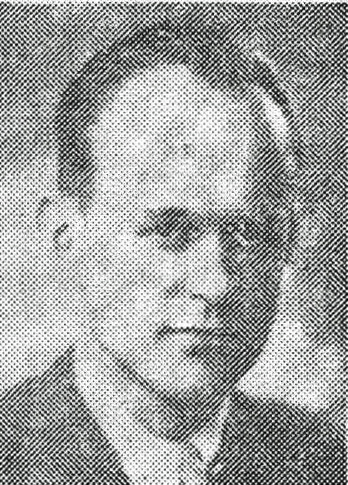
Neeme Ruus

Neeme Ruus (ur. 12 grudnia 1911 w Oparinie w guberni wołogodzkiej, zm. 2 czerwca 1942 w Tallinnie) – estoński esperantysta i polityk komunistyczny, zastępca przewodniczącego Rady Komisarzy Ludowych Estońskiej SRR (1941–1942).
E latach 1938–1940 deputowany estońskiego parlamentu, od 1940 w WKP(b), od 21 czerwca do 25 sierpnia 1940 minister ubezpieczeń społecznych Estonii, od lipca 1940 do 5 lutego 1941 sekretarz KC Komunistycznej Partii (bolszewików) Estonii ds. propagandy i agitacji, od 12 września 1940 członek Biura Politycznego KC KP(b)E. Od lutego 1941 do śmierci zastępca przewodniczącego Rady Komisarzy Ludowych Estońskiej SRR. 
Rozstrzelany przez Niemców w Tallinnie.